# Dringende Medische Hulp
Dringende Medische Hulp (DMH) is een administratieve procedure waarbij personen die illegaal in België verblijven toegang krijgen tot de Belgische gezondheidszorg. Dringende Medische Hulp is niet beperkt tot acute spoedhulp, in tegenstelling tot wat de naam doet vermoeden, maar omvat alle noodzakelijk geachte preventieve zorg, curatieve zorg en nazorg die zowel ambulant als door hospitalisatie worden verstrekt. Dringende Medische Hulp is enkel bedoeld voor mensen die onwettig in België verblijven. Om hierop recht te hebben is een specifiek medisch attest vereist, dat door een arts of tandarts uitgereikt moet zijn. Het verkrijgen van Dringende Medische Hulp verloopt via het OCMW, dat de kosten ervan betaalt en die nadien terugvordert van de POD Maatschappelijke Integratie. De betrokken zorgverleners en OCMW-medewerkers zijn steeds gebonden door hun beroepsgeheim.
Dringende Medische Hulp mag niet verward worden met de Dringende Geneeskundige Hulpverlening (DGH), die slaat op de organisatie van de medische urgentiediensten.

## Belang van Dringende Medische Hulp
Het systeem van Dringende Medische Hulp is noodzakelijk om het fundamentele recht op gezondheidszorg van illegalen te verzekeren. Het recht op gezondheidszorg wordt beschermd door zowel de Belgische Grondwet als door verschillende internationale verdragen die België ondertekend heeft. Daarnaast kan het initieel ontzeggen of beperken van de toegang tot gezondheidszorg aan illegalen ervoor zorgen dat deze mensen zich later alsnog zullen aanmelden bij een verstrekker van gezondheidszorgen, maar dan met ziektes of letsels in een vergevorderd stadium. Bovendien kan het verzekeren van toegang tot gezondheidszorg voor illegalen ook van belang zijn om de volksgezondheid te beschermen tegen besmettelijke ziektes zoals tuberculose of hiv. Dergelijke ziektes kunnen vaker voorkomen bij bepaalde groepen zonder wettig verblijf, maar kunnen iedereen besmetten.